# Тисо-самшитовая роща
Ти́со-самши́товая ро́ща — реликтовый лес на восточном склоне горы Ахун в городе Сочи в 2,5 км от берега Чёрного моря. Памятник древней природы. Объявлена заповедной в 1931. Её площадь 302 гектара. Роща — часть Кавказского заповедника и Сочинского национального парка. Административно расположена в микрорайоне Хоста Хостинского района города Сочи, Краснодарский край, Россия.

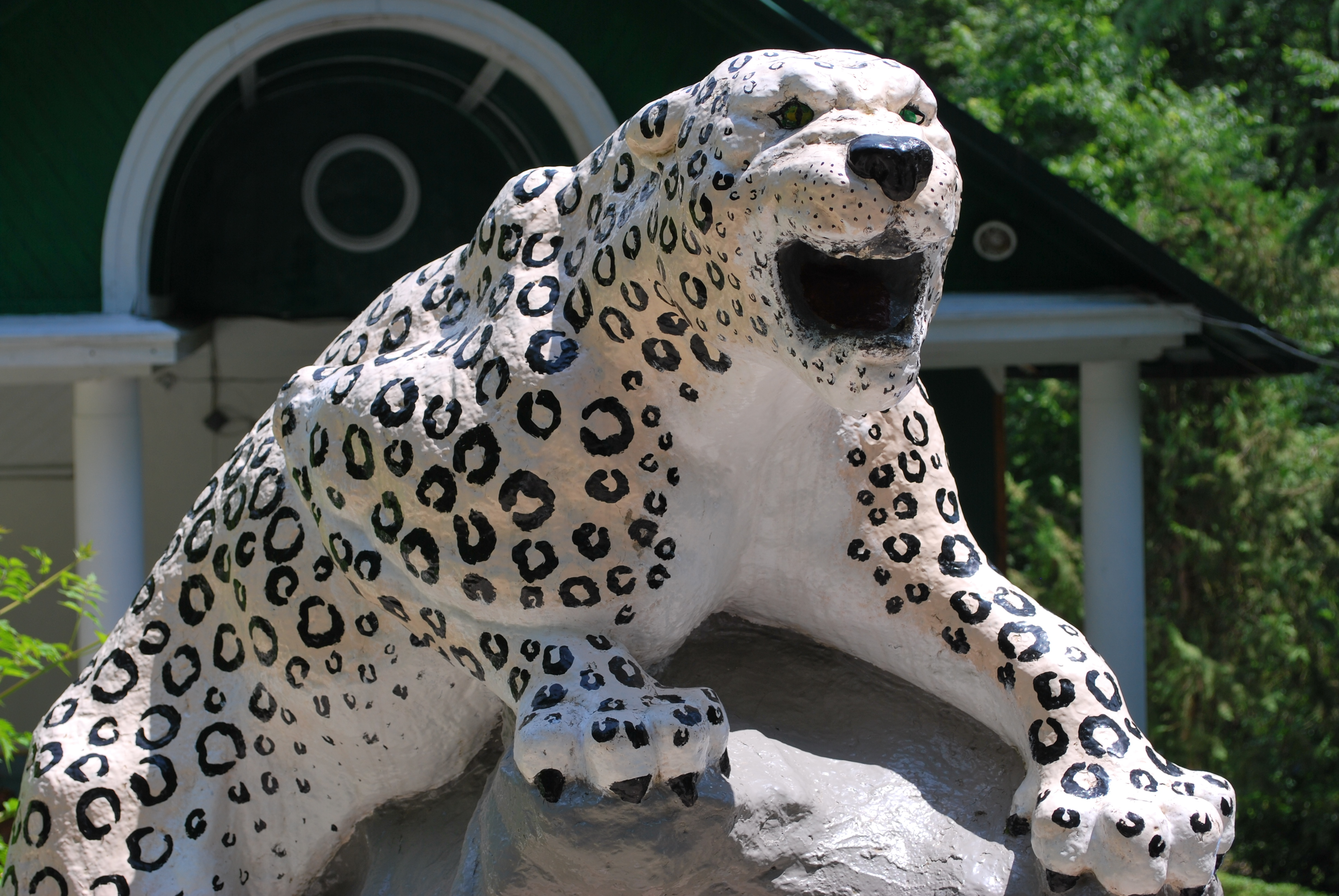
Скульптура у старого входа в рощу

Тисо-самшитовая роща — это своеобразный живой музей, хранилище реликтовой растительности, оставшейся здесь в почти неизменном виде ещё с третичного периода (18—20 млн лет назад).

## Достопримечательности

### Природные
Достопримечательностью рощи являются деревья тиса ягодного (хвойного дерева, дающего вместо шишек шишкоягоды, из-за цвета древесины также называемого красным деревом) и вечнозелёные деревья колхидского самшита, древесина которого тонет в воде. За прочность самшит ещё называют железным деревом. В начале XX века самшит в Сочи хищнически вырубался и экспортировался в Турцию и другие страны. Растёт он медленно, и для восстановления его требуются десятки лет. Самые крупные экземпляры тиса имеют высоту до 30 метров и возраст до нескольких тысяч лет.
Всего в роще произрастает более 500 видов растений из 60 семейств. Прежде всего это, наряду с тисом и самшитом, такие древесные породы, как бук, дуб, липа, граб, клёны, кустарники лавровишня, падуб, клекачка колхидская, рододендрон жёлтый, чубушник, лещина.

#### Лабиринт

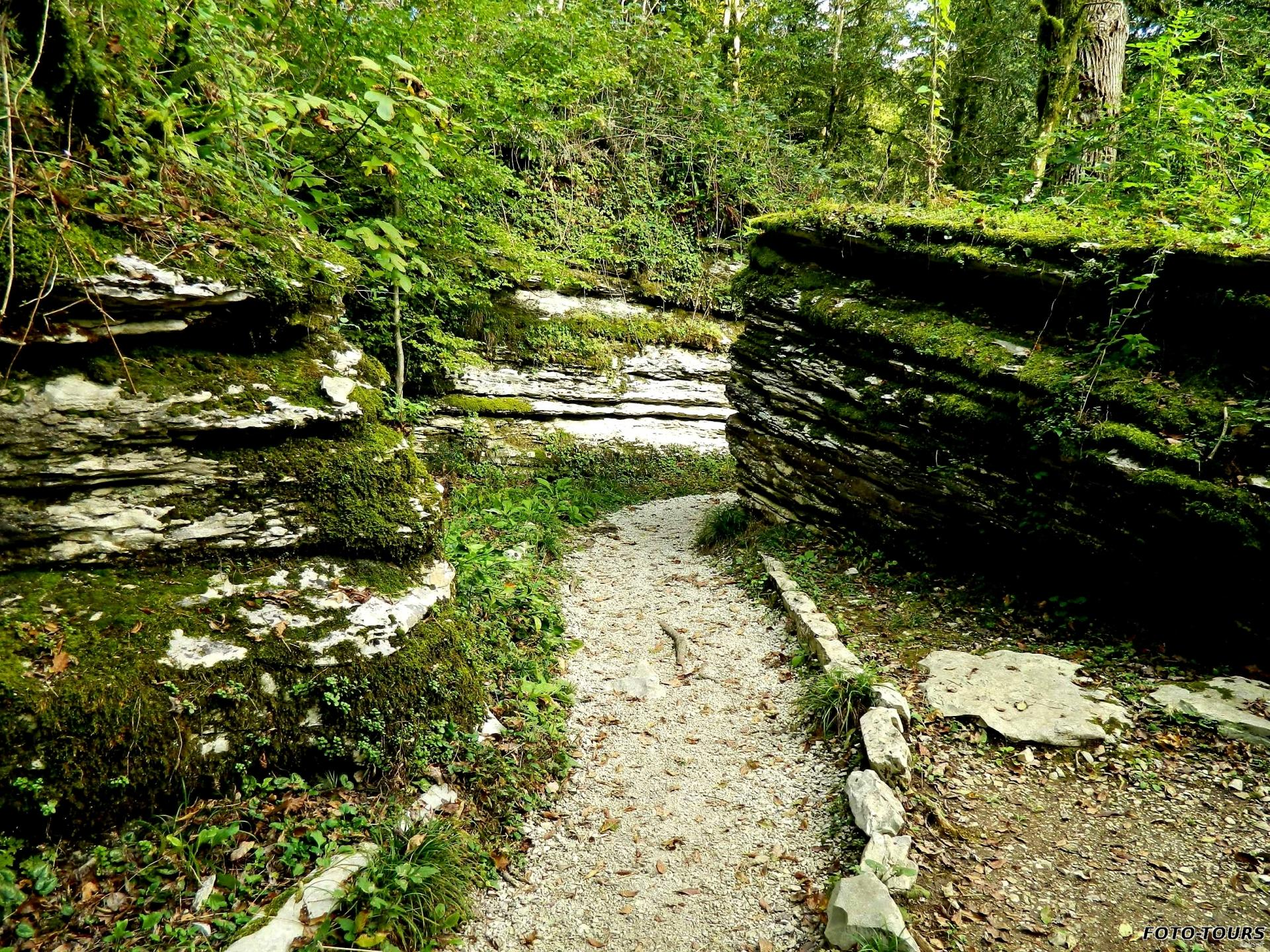
Соседняя с лабиринтом балка названа «Лабиринтовой» за зигзагообразные коридоры

20 млн лет назад в процессе поднятия Ахунского массива зародился тектонический разлом. Огромный пласт известняка смещался вдоль поперечных трещин и образовал скальный оползень.

### Исторические
На северной границе рощи на скалистом уступе в изгибе реки Хоста находится средневековая Хостинская крепость.

## Туризм

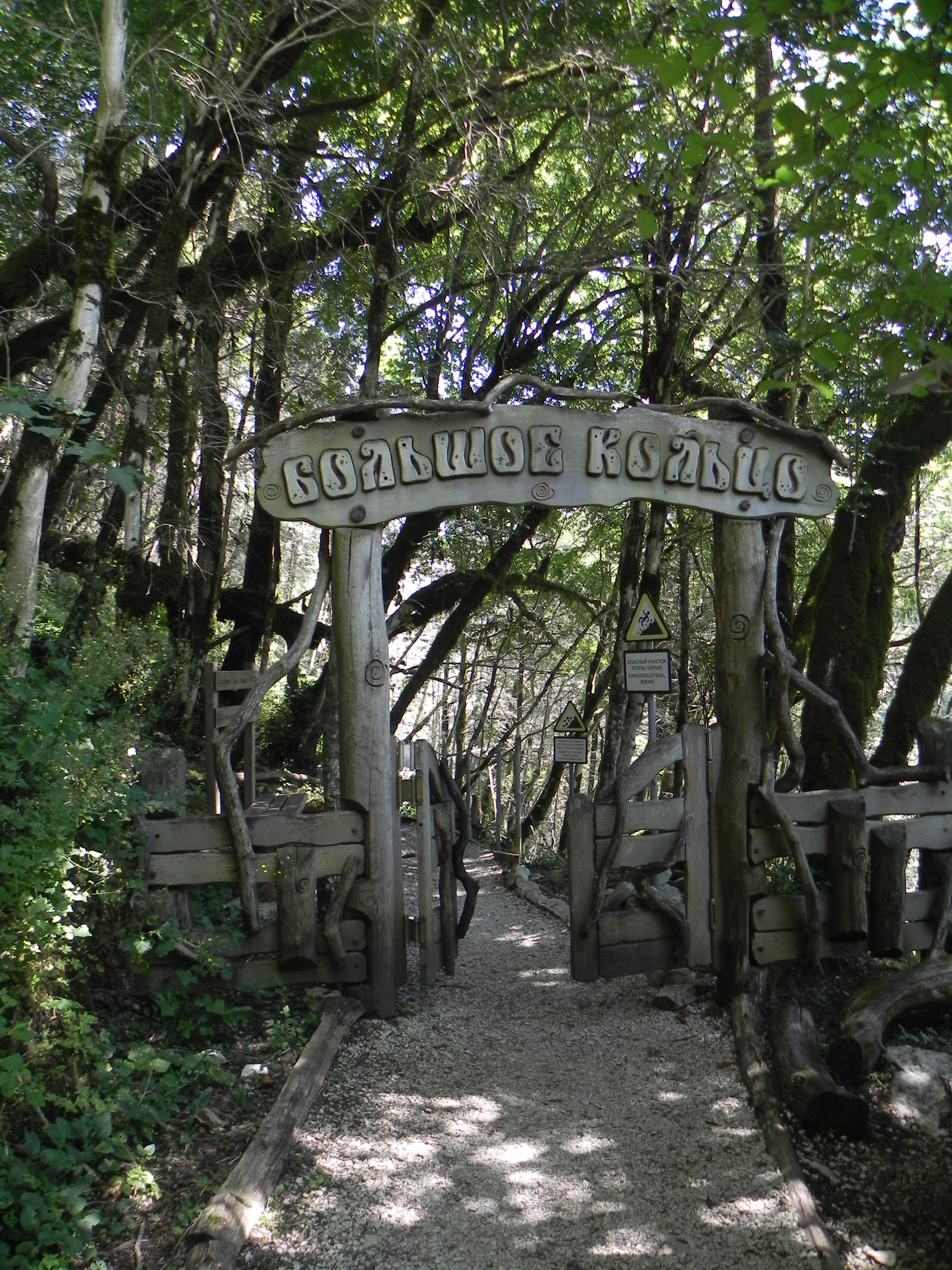
Вход на маршрут по большому кольцу

В роще предусмотрены 3 маршрута для туристов: Большое кольцо (5 км), Малое кольцо (1,6 км) и тропа «В глубь веков» (800 м).

## Гибель рощи
По состоянию на август 2014 роща находилась под угрозой уничтожения, из-за того, что при подготовке к Олимпийским играм в Сочи в 2012 году вместе с посадочным материалом самшита вечнозелёного из Италии был завезён опасный инвазионный вредитель — самшитовая огнёвка.
В марте 2016 года самшит в Хостинской тисо-самшитовой роще был уничтожен на 70 %.
По состоянию на 2019 год вредителем были полностью уничтожены самшиты в Хостинской тисо-самшитовой роще. Хостинская тисо-самшитовая роща — не единственная на юге России. Другая, но менее известная тисо-самшитовая роща находится в окрестностях поселка Мезмай. Она также пострадала от самшитовой огнёвки.

## В искусстве
- Экскурсия по роще показана в российском фильме 2023 года «Каникулы»[9].